# Parawera Cone
Der Parawera Cone ist ein 1300 m hoher Hügel im Osten der antarktischen Ross-Insel. In den Kyle Hills ragt er 1,5 km nordwestlich des Ainley Peak am nordöstlichen Ende des Tekapo Ridge auf.
Das New Zealand Geographic Board benannte ihn 2000 nach der maorischen Bezeichnung für einen Südwind.